# Selsawet Widomlja

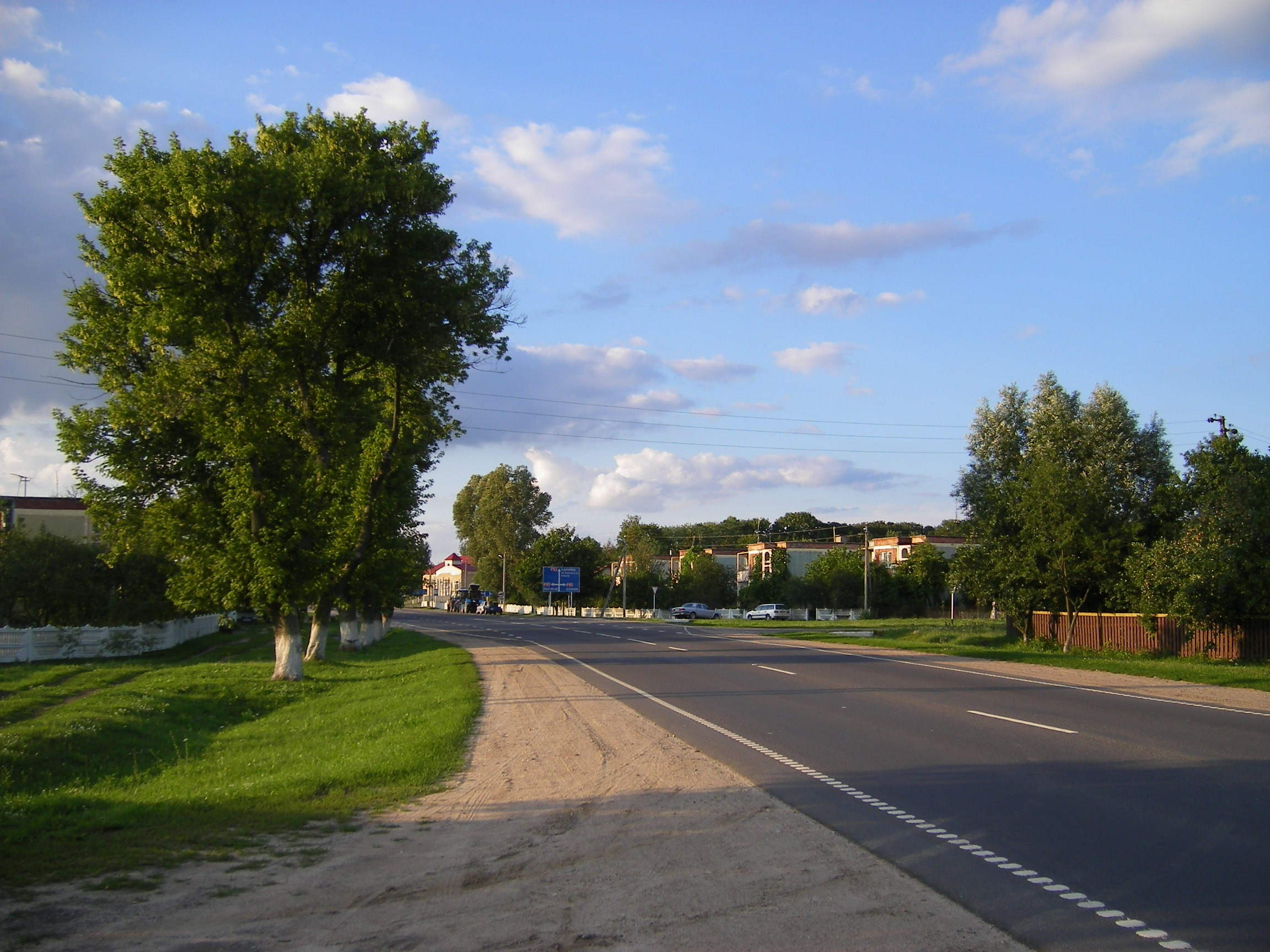
Widomlja, das Zentrum des Selsawets

Der Selsawet Widomlja, Widamljanski Selsawet (belarussisch Відамлянскі сельсавет; russisch Видомлянский сельсовет) ist eine Verwaltungseinheit im Rajon Kamjanez in der Breszkaja Woblasz in Belarus. Das Zentrum des Selsawets ist das Dorf Widomlja. 
Widamljanski Selsawet liegt im Süden des Rajons Kamjanez und umfasst 20 Dörfer und eine Siedlung.